# Ponte Jacques Cartier
Il Jacques Cartier è uno dei ponti che a Montréal in Canada attraversano il fiume San Lorenzo.
Questo ponte a sbalzo è stato inaugurato il 24 maggio 1930, ma già aperto alla circolazione il 14 maggio, con il nome di Pont du Havre (Harbor Bridge), ma nel 1934 venne ribattezzato in onore di Jacques Cartier (1491–1557) per onorare il 400º anniversario del primo viaggio lungo il San Lorenzo del navigatore ed esploratore francese che fu il primo europeo a risalire e descrivere il fiume. 
Supera i 2,7 Km di lunghezza ed è percorso da 5 corsie stradali e da due banchine pedonali, sospese ad un'altezza di circa 50 metri dall'acqua.